# Skala staninowa
Skala staninowa (od ang. standard nine), standardowa dziewiątka – dziewięciostopniowa skala wyników egzaminu lub testu (w tym testu psychologicznego) znormalizowana tak, aby średnia w populacji wynosiła 5, a odchylenie standardowe 2. Skala składa się z dziewięciu jednostek (nazywanych „staninami” lub „klasami”) oznaczanych cyframi od 1 do 9.

## Zastosowanie w CKE
W Polsce skala ta jest powszechnie używana przez Centralną Komisję Egzaminacyjną i komisje okręgowe, przeprowadzające zewnętrzne egzaminy w oświacie. W praktyce Komisji utrwaliła się następująca tradycja nazywania kolejnych stanin:
| Numer stanina („klasy”) | Nazwa klasy w materiałach CKE | Zakres percentyli wyników w danym staninie | Komentarz dla zdającego                                                                        |
| ----------------------- | ----------------------------- | ------------------------------------------ | ---------------------------------------------------------------------------------------------- |
| 1                       | najniższa                     | 0% – 4%                                    | 4% zdających ma wynik w tej klasie, 96% zdających ma wynik w wyższych klasach                  |
| 2                       | bardzo niska                  | 4% – 11%                                   | 7% zdających ma wynik w tej klasie, 89% zdających ma wynik w wyższych klasach, 4% w niższej    |
| 3                       | niska                         | 11% – 23%                                  | 12% zdających ma wynik w tej klasie, 77% zdających ma wynik w wyższych klasach, 11% w niższych |
| 4                       | poniżej średniej              | 23% – 40%                                  | 17% zdających ma wynik w tej klasie, 60% zdających ma wynik w wyższych klasach, 23% w niższych |
| 5                       | średnia                       | 40% – 60%                                  | 20% zdających ma wynik w tej klasie, 40% zdających ma wynik w wyższych klasach, 40% w niższych |
| 6                       | powyżej średniej              | 60% – 77%                                  | 17% zdających ma wynik w tej klasie, 23% zdających ma wynik w wyższych klasach, 60% w niższych |
| 7                       | wysoka                        | 77% – 89%                                  | 12% zdających ma wynik w tej klasie, 11% zdających ma wynik w wyższych klasach, 77% w niższych |
| 8                       | bardzo wysoka                 | 89% – 96%                                  | 7% zdających ma wynik w tej klasie, 4% zdających ma wynik w wyższej klasie, 89% w niższych     |
| 9                       | najwyższa                     | 96% – 100%                                 | 4% zdających ma wynik w tej klasie, 96% w niższych                                             |

## Staniny u B. Niemierki
Poniżej zostały podane nieco dokładniejsze (z dokładnością do dziesiątej części procenta) rozpiętości procentowe poszczególnych przedziałów (w nawiasach), podane przez B. Niemierkę:
- Najniższy (4%)
- Bardzo niski (6,6%)
- Niski (12,1%)
- Niżej średni (17,4%)
- Średni (19,8%)
- Wyżej średni (17,4%)
- Wysoki (12,1%)
- Bardzo wysoki (6,6%)
- Najwyższy (4%)

Rozkład po transformacji wyników surowych nazywany jest rozkładem normalnym ("uskokownionym"). Skok skali jest równy 1 staninowi (0,5 odchylenia standardowego jednostek znormalizowanych "z"). Różnicowanie = wartości od -1,75 do +1,75 jednostek znormalizowanych "z" (staniny krańcowe powyżej 1,75 S). Przeznaczenie = różnicowanie w obrębie "normy".
Transformacja pozwalająca przeprowadzić surowe dane mające w przybliżeniu rozkład normalny do skali staninowej wyraża się wzorem S = 5 + 2 · Z, gdzie Z to wynik tzw. standaryzacji Z.